# Confederació Esportiva de Catalunya
La Confederació Esportiva de Catalunya fou una institució esportiva fundada el 1922, encarregada d'unificar les tasques de les federacions esportives catalanes i dels clubs i entitats no federades.
La redacció dels estatuts de la Confederació Esportiva de Catalunya va anar a càrrec d'una comissió formada per diversos membres de la Federació de societatsesportives i del Consell de les Olimpíades Catalanes. La Confederació s'erigia com a hereva de les aspiracions olímpiques de Catalunya amb l'objectiu de fer les mateixes tasques del Comitè Olímpic Català, però sense utilitzar l'adjectiu 'olímpic', ja que el CIO no veia bé que una entitat no reconeguda oficialment pels estaments internacionals el fes servir.
El 21 de gener de 1922, els representants de les entitats esportives més importants de Catalunya, entre d'altres, Santiago Güell i López Baró de Güell, Josep Elias i Juncosa, i Josep Maria Co i de Triola es van reunir per constituir la Confederació Esportiva de Catalunya i va quedar presidida per Joan Ventosa i Calvell. L'entitat amb personalitat jurídica pròpia, tenia competències en la coordinació de la pràctica de la majoria dels esports, es declarava integradora de la representació de l'esport català, amb autonomia respecte a organismes esportius espanyols, i tenia com a objectius incidir en la pràctica esportiva de la societat catalana, tot fomentant ajuts i instal·lacions esportives, fins aleshores inexistents.
En la seva fundació va rebre el suport de vint-i-una federacions o entitats que representaven dinou esports: les federacions catalanes d'atletisme, tennis, natació, tem, futbol, rugbi, hoquei, esgrima, motorisme marítim i clubs de vela, la secció d'esports d'hivern del Centre Excursionista de Catalunya, la Real Sociedad de Sport Vasco, la Reial Societat Colombòfila de Catalunya, la delegació regional de la Unión Velocipédica Española, la representació regional del Tiro Nacional, el Reial Automòbil Club de Catalunya, el Reial Moto Club de Catalunya i la Penya Rhin en representació de l'automobilisme i el motociclisme, el Reial Aeroclub de Catalunya en representació dels esports aeris, i el Reial Polo Jockey Club i la Real Sociedad de Carreras de Caballos en representació dels esports eqüestres.
Als seus primers estatuts van definir com a objectius d'actuar com a directora de l'esport català, representar i vetllar per la bona harmonia de les entitats esportives catalanes, organitzar campionats catalans i concursos internacionals, i erigir-se en hereva de les aspiracions olímpiques de Catalunya. El repte del moment era l'organització dels Jocs Olímpics de l'any 1924.
També en els processos administratius de la Ponència d'educació física de la Mancomunitat de Catalunya de la qual formava part amb dos representants i tenia la tasca de resoldre la concessió de subvencions i premis extraordinaris a entitats esportives i de cultura física. L'any 1923 el Comitè Olímpic Internacional li va concedir la 'Copa olímpica' creada per premiar l'entitat que cada any s'hagués significat més en el treball pel desenvolupament de l'esport, era la primera vegada que una entitat de l'estat espanyol rebia una distinció per part del Comitè Olímpic Internacional.
La dictadura militar de Primo de Rivera (1923-1930), va comportar una política repressora a Catalunya, que va veure com les seves institucions eren abolides, entre les quals la mateixa Mancomunitat de Catalunya i amb ella la Ponència d'Educació Física i Esports, malgrat que la Confederació Esportiva de Catalunya no va arribar a desaparèixer durant els set anys de dictadura, els seus estatuts van ser modificats i va perdre bona part de les seves funcions.